# Rede neural convolucional
No contexto de inteligência artificial e aprendizagem de máquina, uma rede neural convolucional (CNN do inglês Convolutional Neural network ou ConvNet) é uma classe de rede neural artificial do tipo feed-forward, que vem sendo aplicada com sucesso no processamento e análise de imagens digitais.
Uma CNN usa uma variação de perceptrons multicamada desenvolvidos de modo a demandar o mínimo pré-processamento possível. Essas redes também são conhecidas como redes neurais artificiais invariantes a deslocamento (shift invariant) ou invariantes a espaço (space invariant), em ambos os casos representadas pela sigla em inglês SIANN.
As redes convolucionais são inspiradas nos processos biológicos. Nelas o padrão de conectividade entre os neurônios é inspirado na organização do córtex visual dos animais. Neurônios corticais individuais respondem a estímulos apenas em regiões restritas do campo de visão conhecidas como campos receptivos. Os campos receptivos de diferentes neurônios se sobrepõem parcialmente de forma a cobrir todo o campo de visão.
Uma CNN tende a demandar um nivel minimo de pre-processamento quando comparada a outros algoritmos de classificação de imagens. Isso significa que a rede "aprende" os filtros que em um algoritmo tradicional precisariam ser implementados manualmente. Essa independencia de um conhecimento a priori e do esforço humano no desenvolvimento de suas funcionalidades basicas pode ser considerada a maior vantagem de sua aplicação.
Esse tipo de rede é usada principalmente em reconhecimento de imagens e processamento de vídeo, embora já tenha sido aplicada com sucesso em experimentos envolvendo processamento de voz e linguagem natural.
Na saúde usa-se esta metodologia com algoritmos específicos, recorrendo a um grande número de fotografias clínicas, para o diagnóstico da retinopatia diabética e do cancro da pele, com resultados muito precisos e comparáveis aos clínicos especializados.